# Tamara Bokarić
Tamara Bokarić (n. 14 februarie 1990, în Derventa) este o handbalistă din Bosnia și Herțegovina care joacă pentru clubul românesc CSM Galați pe postul de pivot.
Bokarić a fost componentă a echipei sârbești ŽRK Crvena Zvezda, alături de care, în anul competițional 2011-2012, a participat în Cupa Challenge. În vara anului 2013, handbalista a semnat un contract cu formația românească HCM Roman, cu care a evoluat în Liga Națională. În vara anului 2014, Tamara Bokarić s-a transferat la CSU Neptun Constanța.